# Ephesia butleri
Ephesia butleri är en fjärilsart som beskrevs av John Henry Leech 1900. Ephesia butleri ingår i släktet Ephesia och familjen nattflyn. Inga underarter finns listade i Catalogue of Life.